# Rivière (film)
Pour plus de détails, voir Fiche technique et Distribution.
Rivière est un film dramatique franco-suisse réalisé par Hugues Hariche et sorti en 2023,.

## Fiche technique
Sauf indication contraire, les informations mentionnées dans cette section peuvent être confirmées par les bases de données cinématographiques IMDb et Allociné,  présentes dans la section « Liens externes ».
- Titre original : Rivière
- Réalisation : Hugues Hariche
- Scénario : Hugues Hariche et Joanne Giger
- Musique : Nicolas Rabaeus
- Décors :
- Costumes : Éléonore Cassaigneau
- Photographie : Joseph Areddy
- Son :
- Montage : Nicolas Desmaison
- Production : Ariane Blaser et Aline Schmid
  - Coproduction : Alice Bégon
- Sociétés de production : Beauvoir Films et Les Films d'Argile
- Sociétés de distribution : Outplay Films
- Pays de production :  France et  Suisse
- Langue originale : français et russe
- Format : couleur
- Genre : Drame
- Durée : 104 minutes
- Dates de sortie :
  - Suisse : 6 août 2023 (Locarno)
  - France : 30 octobre 2024

## Distribution
- Flavie Delangle : Manon
- Sarah Bramms : Karine
- Camille Rutherford : Sophie
- Guillaume Henry : Lucas
- Sabine Timoteo : la mère de Karine